# Marie-Célie Agnant
Marie-Célie Agnant   (Port-au-Prince, 1953) és una escriptora quebequesa d’origen haitià. Ha estat professora de francès i traductora i intèrpret. Actualment es dedica a escriure i a fer conferències arreu del món. La seva obra, en què tracta els temes de l'exclusió, la solitud, el racisme i la condició de la dona, han estat traduïts al castellà, anglès, holandès, italià i coreà, entre d'altres.

## Obres

### Novel·les
- La Dot de Sara, Montréal, Remue-Ménage, 1995. (reedició CIDHICA, coll. connivence, 2000) (ISBN 2-89091-176-4)
- Le Livre d'Emma, Montréal, Remue-Ménage, 2001. (ISBN 2-89091-186-1); El llibre d'Emma. València: Edicions Tres i Quatre, 2014. Traducció d'Anna Montero.[4]
- Un alligator nommé Rosa, Montréal, Remue-Ménage, 2006. (ISBN 978-2-89091-241-0)
- Femmes au temps des carnassiers, Montréal, Remue-Ménage, 2015. (ISBN 9782890915091)

### Recull de contes
- Le Silence comme le sang, Montréal, Remue-Ménage, 1997. (ISBN 2-89091-156-X)

### Poesia
- Balafres, Centre international de documentation et d'information haïtienne, caribéenne et afro-canadienne (CIDIHCA), 1994. (ISBN 2-920862-82-0)
- Et puis parfois quelquefois... (poèmes), Montréal, Mémoire d'encrier, 2009. (ISBN 978-2-923713-15-1)
- Femmes des terres brûlées, Lachine, Éditions de la Pleine Lune, 2016. (ISBN 9782890244504)

### Literatura juvenil
- Alexis d'Haïti, Montréal, Hurtubise, 1999; reedició, Hurtubise HMH, coll. « Atout » no 30, 2006. (ISBN 2-89428-897-2)
- Le Noël de Maïté, Montréal, Hurtubise, 1999. (ISBN 2-89428-370-9)
- Alexis, fils de Raphaël, Montréal, Hurtubise, 2000; reedició, Hurtubise HMH, coll. « Atout » no 47, 2006. (ISBN 978-2-89428-937-2)
- Vingt petits pas vers Maria, Montréal, Hurtubise, 2001. (ISBN 2-89428-539-6)
- Maria, Maria, Maria, Montréal, Hurtubise, 2001. (ISBN 2-89428-539-6)
- L'Oranger magique, Montréal, Les 400 coups, 2003. (ISBN 2-89540-138-1)
- La Légende du poisson amoureux, Montréal, Mémoire d'encrier, 2003. (ISBN 9782923153070)
- La Nuit du Tatou : un conte aymara de la forêt péruvienne, Montréal, Les 400 coups, 2008. (ISBN 978-2-89540-382-1)

### Assaig
- Créer, penser, informer, sous la direction de Micheline Cambron, Université de Montréal, 2005. (ISBN 2-923356-00-4)